# Statistiche della Pallacanestro Virtus Roma
Sono qui riportati i dati statistici e i record relativi alla Pallacanestro Virtus Roma dalla stagione 1978-79 a quella 2011-12.

## Statistiche generali
- Stagioni in Serie A: 34
- Partite disputate: 1.203
- Partite vinte: 652
- Partite perse: 551
- Percentuale di vittorie: 54,2%

Serie A1/Serie A, regular season:
- Stagioni disputate: 32
- Partite disputate: 966
- Partite vinte: 527
- Partite perse: 439

Serie A1/Serie A, fasi a orologio:
- Partecipazioni: 4
- Partite disputate: 24
- Partite vinte: 10
- Partite perse: 14

Serie A1/Serie A, playoff:
- Partecipazioni: 24
- Partite disputate: 138
- Partite vinte: 66
- Partite perse: 72

Serie A1/Serie A, playout:
- Partecipazioni: 2
- Partite disputate: 20
- Partite vinte: 14
- Partite perse: 6

Serie A2, regular season:
- Stagioni disputate: 2
- Partite disputate: 52
- Partite vinte: 33
- Partite perse: 19

Serie A2, spareggi promozione:
- Partecipazioni: 1
- Partite disputate: 3
- Partite vinte: 2
- Partite perse: 1

- Competizioni disputate: 26
- Partite disputate: 90
- Partite vinte: 50
- Partite perse: 37
- Pareggi: 3
- Percentuale di vittorie: 55,5%

Coppa Italia:
- Partecipazioni: 25
- Partite disputate: 80
- Partite vinte: 43
- Partite perse: 35
- Pareggi: 2

Supercoppa Italiana:
- Partecipazioni: 1
- Partite disputate: 10
- Partite vinte: 7
- Partite perse: 2
- Pareggi: 1

- Competizioni disputate: 17
- Partite disputate: 238
- Partite vinte: 140
- Partite perse: 97
- Pareggi: 1
- Percentuale di vittorie: 58,8%

Coppa dei Campioni/Eurolega:
- Partecipazioni: 8
- Partite disputate: 124
- Partite vinte: 57
- Partite perse: 67

Uleb Cup:
- Partecipazioni: 1
- Partite disputate: 14
- Partite vinte: 8
- Partite perse: 6

Coppa Korać:
- Partecipazioni: 8
- Partite disputate: 100
- Partite vinte: 75
- Partite perse: 24
- Pareggi: 1

## Record
- Più punti in classifica: 50 (2002/03)
- Vittorie consecutive: 9 (2006/07 e 2008/09)
- Massimo scarto attivo: +66 (Virtus-Viola Reggio Calabria 114-48, 23 settembre 2001)
- Massimo punteggio realizzato: 130 (Virtus-Basket Brescia 130-110, 11 ottobre 1987)
- Minimo punteggio subito: 48 (Virtus-Viola Reggio Calabria 114-48, 23 settembre 2001)
- Meno punti in classifica: 20 (1993/94)
- Sconfitte consecutive: 9 (1993/94)
- Massimo scarto passivo: -35 (Scavolini Pesaro-Virtus 97-62, 15 ottobre 2000)
- Minimo punteggio realizzato: 48 (Kinder Bologna-Virtus 73-48, 8 aprile 1999)
- Massimo punteggio subito: 121 (Snaidero Udine-Virtus 121-110, 5 maggio 2004)
- Pubblico: 14.348 spettatori (Virtus-Billy Milano, 14 aprile 1983)
- Incasso: 136.845 € (Virtus-Benetton Treviso, 8 giugno 2006)

- Stagioni disputate: Alessandro Tonolli, 18
- Presenze in campionato: Alessandro Tonolli, 539
- Minuti giocati: Alessandro Tonolli, 11.494
- Punti realizzati: Enrico Gilardi, 3.393
- Rimbalzi totali: Alessandro Tonolli, 2.168
- Punti in una partita: Brian Shaw, 49 (Virtus-Phonola Caserta 121-102, 23 dicembre 1989)
- Valutazione totale: Alessandro Tonolli, 3.725

- Stagioni disputate: Attilio Caja e Valerio Bianchini, 7
- Panchine in campionato: Attilio Caja, 233
Valerio Bianchini, 189
- Partite vinte: Attilio Caja, 126
Valerio Bianchini, 111
- Percentuale di vittorie: Cesare Pancotto, 65,2%
Jasmin Repeša, 62,5%

1. Alessandro Tonolli, 539
2. Enrico Gilardi, 269
3. Fulvio Polesello, 267
4. Alex Righetti, 257
5. Emiliano Busca, 231
6. Jacopo Giachetti, 196
7. Stefano Sbarra, 196
8. Roberto Castellano, 190
9. Roberto Premier, 177
10. Tiziano Lorenzon, 171

1. Enrico Gilardi, 3.393
2. Alessandro Tonolli, 2.641
3. Fulvio Polesello, 2.614
4. Andrea Niccolai, 2.461
5. Alex Righetti, 2.441
6. Tiziano Lorenzon, 2.251
7. Carlton Myers, 2.170
8. Roberto Premier, 2.156
9. Dino Rađa, 2.103
10. David Hawkins, 2.090